# ニコラオス・アンドリアコポウロス
ニコラオス・アンドリアコポウロス（Nikolaos Andriakopoulos、
希: Νικόλαος Ανδριακόπουλος、1878年 - 没年不明）は、ギリシャの元体操選手である。彼は1896年に開催されたアテネオリンピックの体操競技で金メダル、銀メダルを各1個獲得した。

## 経歴
ペロポネソス半島にある都市パトラで生まれたアンドリアコポウロスは、15歳のときにアテネにあったクラブチームPanellinios G.S（en:Panellinios G.S）に加入して、1896年のアテネオリンピックにこのクラブの一員として参加することになった。
彼はアテネオリンピックで実施された体操競技のうち、綱のぼり と平行棒団体の2種目に出場した。
綱のぼり競技は、屋外の競技場に建てられた枠組みからぶら下げられた14メートルの長さの綱を登る競技で、4つの国から5名の選手が出場した。この綱を登りきったのは、アンドリアコポウロスと、同じくギリシャから出場したトーマス・クセナキスの2選手のみだった。アンドリアコポウロスはクセナキスよりも早い23秒4の記録を出したため、金メダルを獲得することになった。この後は、100年後のアトランタオリンピック体操競技でイオアニス・メリサニディスが床運動で金メダルを獲得するまで、ギリシャ選手の体操競技金メダリストは現れなかった。
平行棒団体競技では、彼の所属するPanellinios G.Sが2位に入ったため、銀メダルを獲得した。
オリンピック終了後に、アンドリアコポウロスは汽車に乗って生まれ故郷のパトラに戻った。彼の快挙は、故郷で大きな祝福を受けることになった。後に法科学校を卒業して、公証人として働いた。やがてPanellinios G.Sを脱退して、Gymnastiki Etaireia Patron clubの共同出資者となった。このクラブは後にPanellinios G.Sを合併して、現在のPanachaiki G.C.（en:Panachaiki G.C.）の前身となっている。